# Марія Тереза Австрійська (1845–1927)
Марія Тереза Австрійська (нім. Marie Theresia von Österreich), також Марія Тереза Австро-Тешенська, нім. Marie Theresia von Österreich-Teschen та Марія Тереза Габсбург-Лотаринзька, нім. Marie Theresia von Habsburg-Lothringen; 15 липня 1845 — 8 жовтня 1927) — ерцгерцогиня Австрійська з династії Габсбургів, донька герцога Тешенського Альбрехта Фрідріха та баварської принцеси Гільдегарди, дружина герцога Вюртемберзького Філіпа.

## Біографія
Марія Тереза народилася 15 липня 1845 року у Відні. Вона стала первістком у родині герцога Тешенського Альбрехта Фрідріха та його дружини Хільдегарди Баварської, з'явившись на світ наступного року після їхнього весілля.
Влітку родина мешкала у Вайльбурзькому замку у Бадені, зиму проводила в палаці ерцгерцога Альбрехта у Відні. Також мали власні апартаменти в імператорському палаці Гофбург. Згодом сім'я поповнилася сином Карлом, який прожив лише півтора року, та донькою Матильдою.
У червні 1862 року в листі до герцога Тешенського руки Марії Терези попросив португальський король Луїш I. Питання шлюбу було для нього дуже актуальним, оскільки за рік перед цим від холери померли троє його братів, не залишивши нащадків, і в династії Браганса практично не залишилося спадкоємців престолу. Марія Тереза була не єдиною кандидатурою на шлюб. Серед інших розглядалися Марія Гогенцоллерн-Зігмарінген, Софія Шарлотта Баварська, Марія Пія Савойська та декілька австрійських ерцгерцогинь.
Не знаючи кому віддати перевагу, король перед цим запитав поради у своєї кузини Вікторії та двоюрідного діда Леопольда. Обоє висловилися за кандидатуру Марії Терези. Тим не менш, Альбрехт Тешенський відмовив королю, посилаючись на юний вік доньки. За два тижні після цього Луїш зробив пропозицію Марії Пії Савойській. Вона була прийнята, не зважаючи на те, що наречена була ще більш юною, ніж Марія Тереза. У квітні 1864 померла матір дівчини. Батько більше не одружувався.
Марія Тереза наступного року вийшла заміж за герцога Вюртемберзького Філіпа. Вінчання 19-річної ерцгерцогині із 26-річним вюртемберзьким принцом відбулося 18 січня 1865 у каплиці замку Гофбург у Відні. На весіллі були присутніми імператор з дружиною та матір'ю. Церемонію провів кардинал Раушер, був також присутнім архієпископ Фальчинеллі, апостольський нунцій. Після вінчання молодята та двір повернулися до своїх апартаментів. Ввечері відбулося родинне чаювання із імператрицею.
У подружжя народилося п'ятеро дітей. У 1866 році сімейство оселилося у новозбудованому палаці на Рінгштрассе, але мешкало там лише чотири роки. Марії Терезі нова оселя не подобалась, не зважаючи на витончений стиль італійського неоренесансу. Філіп продав будівлю банкіру Гораціо фон Ландау. Натомість подружжя придбало палац Штрудельгоф, який став їхньою міською резиденцією. Окрім цього, вони володіли віллою в Альтмюнстері на північно-західному березі озера Траунзее. На честь герцогині вона носила назву Вілла Марії Терези.

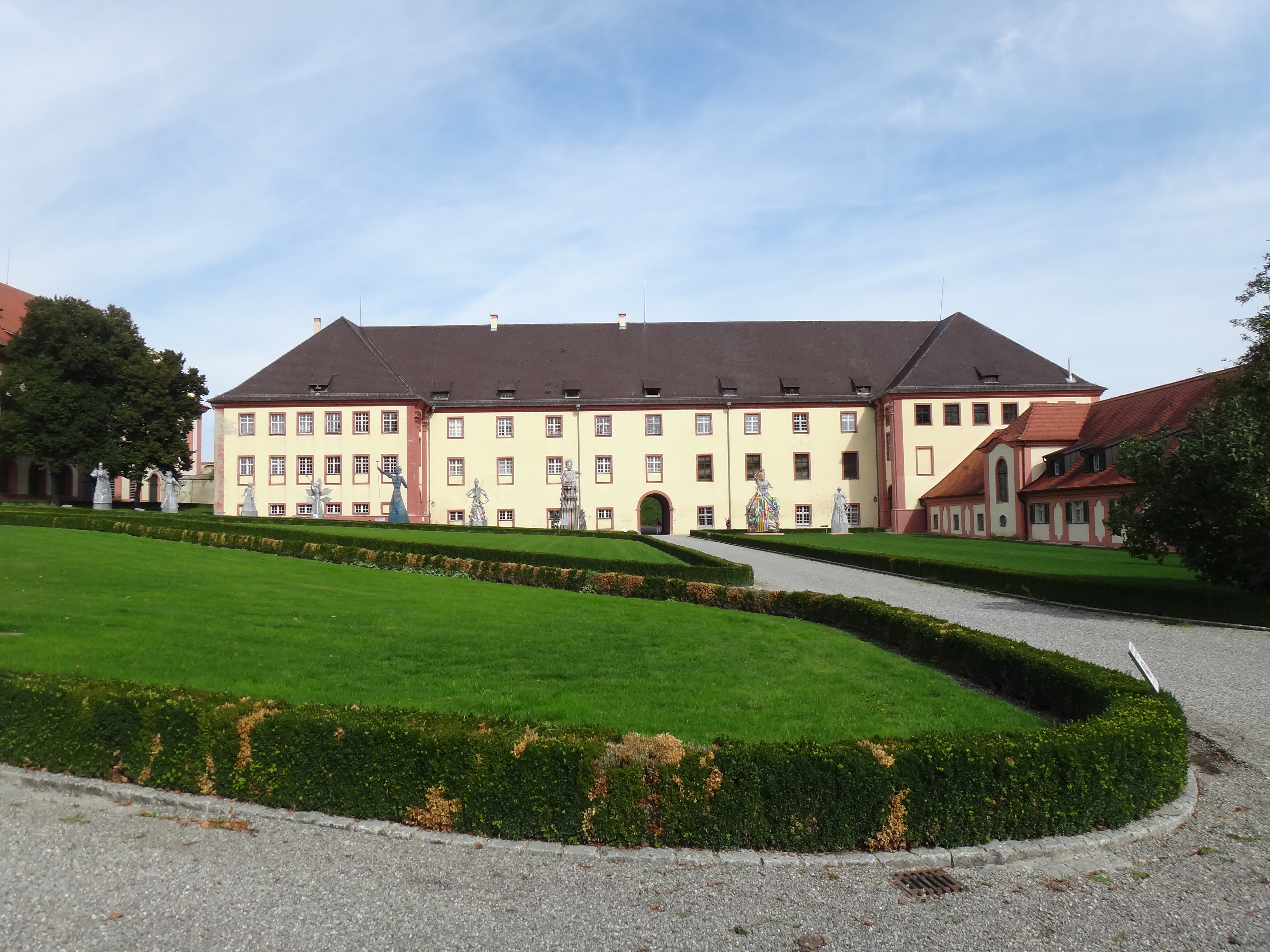
Замок Альтсгаузен

У 1907 році Марія Тереза із чоловіком переїхала до Штутгарту, де подружжя мешкало у палаці Принців. Король Вюртемберга не мав нащадків, і Філіп був його найближчим родичем. Тим не менш, герцог Вюртемберзький помер раніше, у жовтні 1917 року, і наступним спадкоємцем став їхній син Альбрехт, який в цей час перебував на фронтах Першої світової війни, очолюючи «Групу армій герцога Альбрехта».
Після падіння Німецької імперії Вільгельм Вюртемберзький зрікся престолу. Королівство Вюртемберг перестало існувати. Альбрехту було надано в користування палац в Альтсгаузені. Матір переїхала до нього, де і провела останні роки. Літом вона так само відпочивала в Альтмюнстері.
Марія Тереза померла 8 жовтня 1927-го у віці 82 років, переживши сестру та обох доньок. Її поховали в родинній усипальниці у крипті церкви Святого Михайла, що відноситься до палацового комплексу Альтгаузен.

## Родина

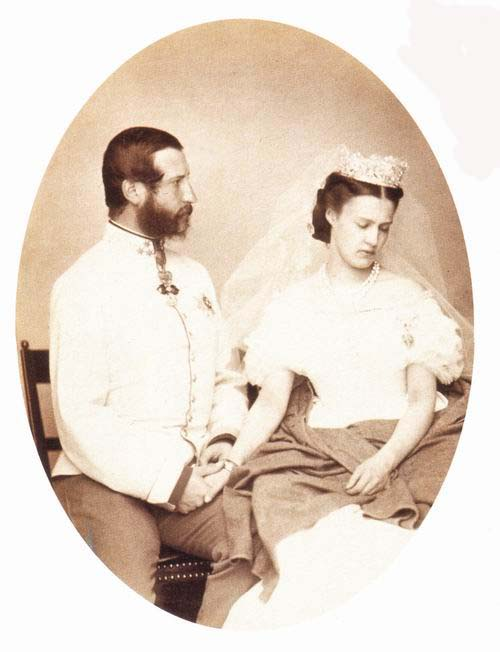
Марія Тереза та Філіп Вюртемберзький у день весілля

Чоловік — Філіп Вюртемберзький
Діти:
- Альбрехт (1865—1939) — спадкоємець вюртемберзького престолу, генерал-фельдмаршал німецької армії, учасник Першої світової війни, був одруженим із Маргаритою Софією Австрійською, мав семеро дітей;
- Марія Амелія (1865—1883) — одружена не була, дітей не мала;
- Марія Ізабелла (1871—1904) — дружина принца Саксонського Йоганна Георга, дітей не мала;
- Роберт (1873—1947) — принц Вюртемберзький, офіцер німецької армії, учасник Першої світової війни, був одруженим з Марією Іммакулатою Австрійською, дітей не мав;
- Ульріх (1877—1944) — принц Вюртемберзький, офіцер німецької армії, учасник Першої світової війни, одруженим не був, дітей не мав.